# Volilo
Volilo oz. legat je oporočno naklonilo določene koristi osebi, ki je oporočitelj NE postavi za dediča in ki je torej po volji oporočitelja ne moremo šteti za univerzalnega naslednika njegovega celotnega premoženja ali alikvotnega dela premoženja.